# Meteor (entreprise)
Pour les articles homonymes, voir Meteor.
Meteor  est une entreprise italienne de construction aéronautique, créée en 1947, basée dans la région Frioul-Vénétie Julienne.

## Historique
La société Meteor a été fondée à Monfalcone le 20 mars 1947 par Furio Lauri, un pilote de Trieste, pour relancer l’activité de l’aéroport de Trieste. 
Outre le reconditionnement de quadriplaces Fairchild Argus et triplaces Auster AOP des surplus alliés pour le marché civil, Meteor commença à produire des planeurs (monoplace MS-18 Falco, biplace MS-21 Gabbiano et monoplace métallique MS-30 Passero). 
Après le rachat en 1953 du capital de Francis Lombardi & Cie elle se lança dans la construction d’avions de tourisme, produisant 38 Meteor FL.53, FL.54 et FL.55, des monoplans de tourisme dérivés de l'Avia FL.3. 
Dès 1954, Meteor se spécialisa dans la production d’engins sans pilotes.